# Milton Keynes Dons Football Club
Maillots
Actualités
Le Milton Keynes Dons Football Club, couramment abrégé MK Dons FC, est un club de football anglais basé à Milton Keynes, créé en 2004 par les dirigeants du Wimbledon Football Club, dont il revendique alors l'héritage. Le club évolue en EFL League Two (quatrième division anglaise) lors de la saison 2025-2026.

## Repères historiques

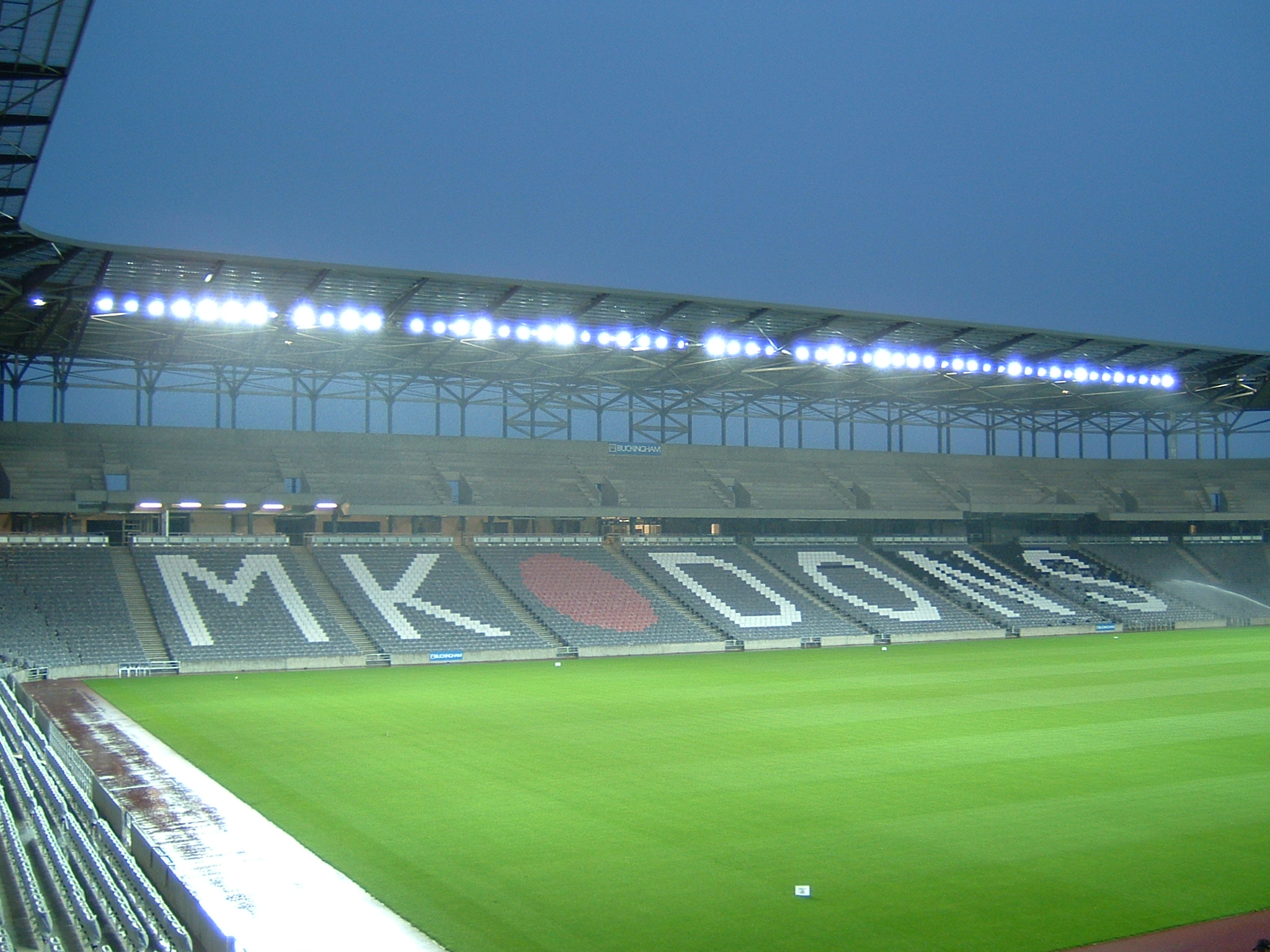
Tribune Est du Denbigh Stadium où évolue le club à domicile

Fondé en 2004 sous le nom de « Milton Keynes Dons », le club, jusqu'alors basé à Wimbledon, déménage à Milton Keynes en 2003 provoquant une très vive réaction des supporters. Ces derniers boycottent le club au cours de sa dernière saison jouée à Londres et fondent même un club de toutes pièces en 2002 : l'AFC Wimbledon. Le boycott, ordonné par la Football Supporters Federation, se termine à l'été 2006 quand la nouvelle direction remet les trophées gagnés par Wimbledon FC à la ville de Wimbledon.
À l'issue de la saison 2014-15, le club est promu en  Football League Championship (deuxième division anglaise). Après une saison, le club est relégué de nouveau en Football League One.
MK Dons aura impressionné son public le 26 août 2014 après la large victoire contre Manchester United en s'imposant 4-0.
En 2018, le club est relégué au EFL Football League Two (quatrième division anglaise).
En 2019, le club est promu au EFL Football League One (troisième division anglaise).
A l'issue de la saison 2022-23, le club est relégué en Football League Two (quatrième division)

## Bilan sportif

### Palmarès
| Compétitions nationales | Coupes nationales                                  |
| - Championnat d'Angleterre de troisième division (0) : - Vice-champion : 2015. - Championnat d'Angleterre de quatrième division (1) : - Champion : 2008. | - Football League Trophy (3) : - Vainqueur : 2008. |

### Bilan par saison
Légende du tableau
| Champion / Vainqueur | Deuxième / Finaliste | Troisième | Promotion | Relégation |

Les changements de divisions sont indiqués en gras.
- Première division = Premier League
- Deuxième division = Championship
- Troisième division = League One
- Quatrième division = League Two

| Saison    | Championnat  | Championnat | Championnat | Championnat | Championnat | Championnat | Championnat | Championnat | Championnat | Championnat | Coupes nationales  | Coupes nationales | Coupes nationales    | Affl.  |
| Saison    | Division     | Pos         | Pts         | J           | V           | N           | D           | BP          | BC          | Diff.       | Coupe d'Angleterre | Coupe de la Ligue | EFL Trophy           | Affl.  |
| --------- | ------------ | ----------- | ----------- | ----------- | ----------- | ----------- | ----------- | ----------- | ----------- | ----------- | ------------------ | ----------------- | -------------------- | ------ |
| 2004-2005 | League One   | 20e         | 51          | 46          | 12          | 15          | 19          | 54          | 67          | -13         | Troisième tour     | Deuxième tour     | Deuxième tour        | 4 896  |
| 2005-2006 | League One   | 22e         | 50          | 46          | 12          | 14          | 20          | 45          | 66          | -21         | Troisième tour     | Premier tour      | Quarts de finale Sud | 5 776  |
| 2006-2007 | League Two   | 4e          | 84          | 46          | 25          | 9           | 12          | 76          | 58          | +18         | Deuxième tour      | Troisième tour    | Deuxième tour        | 6 034  |
| 2007-2008 | League Two   | 1er         | 92          | 46          | 29          | 10          | 7           | 82          | 37          | +45         | Premier tour       | Deuxième tour     | Vainqueur            | 9 456  |
| 2008-2009 | League One   | 3e          | 87          | 46          | 26          | 9           | 11          | 83          | 47          | +36         | Premier tour       | Deuxième tour     | Deuxième tour        | 10 551 |
| 2009-2010 | League One   | 12e         | 60          | 46          | 17          | 9           | 20          | 60          | 68          | -8          | Troisième tour     | Premier tour      | Finale Sud           | 10 290 |
| 2010-2011 | League One   | 5e          | 77          | 46          | 23          | 8           | 15          | 67          | 60          | +7          | Premier tour       | Troisième tour    | Deuxième tour Sud    | 8 512  |
| 2011-2012 | League One   | 5e          | 80          | 46          | 22          | 14          | 10          | 84          | 47          | +37         | Troisième tour     | Troisième tour    | Premier tour Sud     | 8 659  |
| 2012-2013 | League One   | 8e          | 70          | 46          | 19          | 13          | 14          | 62          | 45          | +17         | Cinquième tour     | Troisième tour    | Premier tour Sud     | 8 612  |
| 2013-2014 | League One   | 10e         | 60          | 46          | 17          | 9           | 20          | 63          | 65          | -2          | Troisième tour     | Deuxième tour     | Deuxième tour Sud    | 9 047  |
| 2014-2015 | League One   | 2e          | 91          | 46          | 27          | 10          | 9           | 101         | 44          | +57         | Deuxième tour      | Quatrième tour    | Deuxième tour Sud    | 9 452  |
| 2015-2016 | Championship | 23e         | 39          | 46          | 9           | 12          | 25          | 39          | 69          | -30         | Cinquième tour     | Troisième tour    | —                    | 12 722 |
| 2016-2017 | League One   | 12e         | 61          | 46          | 16          | 13          | 17          | 60          | 58          | +2          | Troisième tour     | Deuxième tour     | Deuxième tour        | 10 307 |
| 2017-2018 | League One   | 23e         | 45          | 46          | 11          | 12          | 23          | 43          | 69          | -26         | Quatrième tour     | Deuxième tour     | Deuxième tour        | —      |
| 2018-2019 | League Two   | 3e          | 79          | 46          | 23          | 10          | 13          | 71          | 49          | +22         | Premier tour       | Deuxième tour     | Phase de groupes     | —      |
| 2019-2020 | League One   | 19e         | 37          | 35          | 10          | 7           | 18          | 36          | 47          | -11         | Premier tour       | Troisième tour    | Troisième tour       | —      |
| 2020-2021 | League One   | 13e         | 65          | 46          | 18          | 11          | 17          | 64          | 62          | +2          | Troisième tour     | Premier tour      | Quarts de finale     |        |
| 2021-2022 | League One   | 3e          | 89          | 46          | 26          | 11          | 9           | 78          | 44          | +34         | Premier tour       | Premier tour      | Deuxième tour        | —      |
| 2022-2023 | League One   | 21e         | 45          | 46          | 11          | 12          | 23          | 44          | 66          | -22         | Deuxième tour      | Quatrième tour    | Deuxième tour        | —      |
| 2023-2024 | League Two   | 4e          | 78          | 46          | 23          | 9           | 14          | 83          | 68          | +15         | Premier tour       | Premier tour      | Seizièmes de finale  | —      |
| 2024-2025 | League Two   | 19e         | 52          | 46          | 14          | 10          | 22          | 52          | 66          | -14         | Premier tour       | Premier tour      |                      | —      |

## Joueurs et personnalités du club

### Entraîneurs
Le tableau suivant présente la liste des entraîneurs du club depuis sa création en 2004.
| Rang | Nom                      | Début        | Fin          |
| ---- | ------------------------ | ------------ | ------------ |
| 1    | Stuart Murdoch           | 7 août 2004  | 8 nov. 2004  |
| 2    | Jimmy Gilligan (intérim) | 8 nov. 2004  | 7 déc. 2004  |
| 3    | Danny Wilson             | 7 déc. 2004  | 21 juin 2006 |
| 4    | Martin Allen             | 21 juin 2006 | 25 mai 2007  |
| 5    | Paul Ince                | 25 juin 2007 | 21 juin 2008 |
| 6    | Roberto Di Matteo        | 3 juil. 2008 | 30 juin 2009 |
| 7    | Paul Ince                | 3 juil. 2009 | 10 mai 2010  |

| Rang | Nom                     | Début            | Fin             |
| ---- | ----------------------- | ---------------- | --------------- |
| 8    | Karl Robinson           | 10 mai 2010      | 23 oct. 2016    |
| 9    | Richie Barker (intérim) | 23 oct. 2016     | 3 déc. 2016     |
| 10   | Robbie Neilson          | 3 déc. 2016      | 20 janv. 2018   |
| 11   | Dan Micciche            | 23 janv. 2018    | 22 avr. 2018    |
| 12   | Keith Millen (intérim)  | 22 avr. 2018     | 6 juin 2018     |
| 13   | Paul Tisdale            | 6 juin 2018      | 3 novembre 2019 |
| 14   | Luke Williams           | 14 novembre 2019 |                 |

### Joueurs emblématiques
- Michael Bridges
- Dele Alli
- Sam Baldock
- Dean Lewington
- Clive Platt
- Aaron Wilbraham
- David Martin
- Dean Bowditch
- Antony Kay
- Shaun Williams
- Darren Potter
- Stephen Gleeson
- David McCracken
- Will Grigg
- Gareth Edds
- Ali Gerba
- Mathias Kouo-Doumbé
- Willy Guéret
- Pelé
- Rhys Healey